# 衛少芳
衛少芳，30年代粵劇“四大名旦”之一，與上海妹、譚蘭卿、譚玉蘭等人齊名。
早年曾加入太平劇團、花錦繡粵劇班、錦添花劇團、前鋒劇團等戲班。後來在廣州組織太上劇團。她擅演青衣戲，有首本戲《花街慈母》。
著名粵劇班政家及樂師劉潤雄就是她的丈夫。

## 作品列表
| 劇目     | 首演日期   | 劇團 | 主演                           |
| -------- | ---------- | ---- | ------------------------------ |
| 錢       | 四六年三月 | 前進 | 羅品超、衛少芳、區楚翹、梁國風 |
| 四千金   | 四六年四月 | 前進 | 羅品超、衛少芳、區楚翹、鄭碧影 |
| 戰場風月 | 四六年五月 | 前進 | 羅品超、衛少芳、關海山、鄭碧影 |